# Raul I de Vermandois
Raul I de Vermandois, conhecido como o Valente  (1085 — 14 de outubro de 1152), Conde de Vermandois, era filho de Hugo I de Vermandois e Adelaide de Valois e Crépy.

## Relações familiares
Ele foi casado três vezes. Curiosamente, nenhum de seus filhos deixou geração.
A primeira vez Raul I se casou, em 1125, com Eleonora de Blois, filha de Estêvão II, Conde de Blois e de Adela da Normandia. O casamento terminou em divórcio em 1140. Tiveram 1 filho:
- Hugo II "o Monge" (9 de Abril de 1127, Amiens - 9 de Novembro de 1212, Mosteiro de Caerfroy, perto de Paris), conde de Vermandois e Valois. Ele renunciou aos títulos em 1160, em favor do meio-irmão Raul II, e tornou-se monge.

Segunda vez, Raul I se casou em 1140 com Petronila da Aquitânia. O casamento foi dissolvido em 1151. Tiveram 2 filhos:
- Elizabeth (ou Isabel) Mabile, que se casou com Filipe I, conde da Flandres. Sem geração.
- Raul II, conde de Vermandois e de Valois em 1160. Nesse mesmo ano, casou-se com Margarida I da Flandres, de quem foi o primeiro marido. Não tiveram filhos. Raul II morreu de lepra em 1167.

Terceira vez, Raul I se casou em 1152 com Laureta de Flandres, filha de Teodorico da Alsácia e sua primeira esposa Esvanilda. Tiveram 1 filha:
- Eleonora, condessa de Vermandois e de Valois. Ela se casou quatro (ou talvez cinco) vezes, mas não teve filhos. Renunciou aos títulos, em favor da Coroa da França, e tornou-se freira.